# Pieter Pietersz starší
Pieter Pietersz starší, také Pieter Pietersz. (I), (1540 Antverpy – 1603 Amsterdam) byl holandský renesanční malíř.

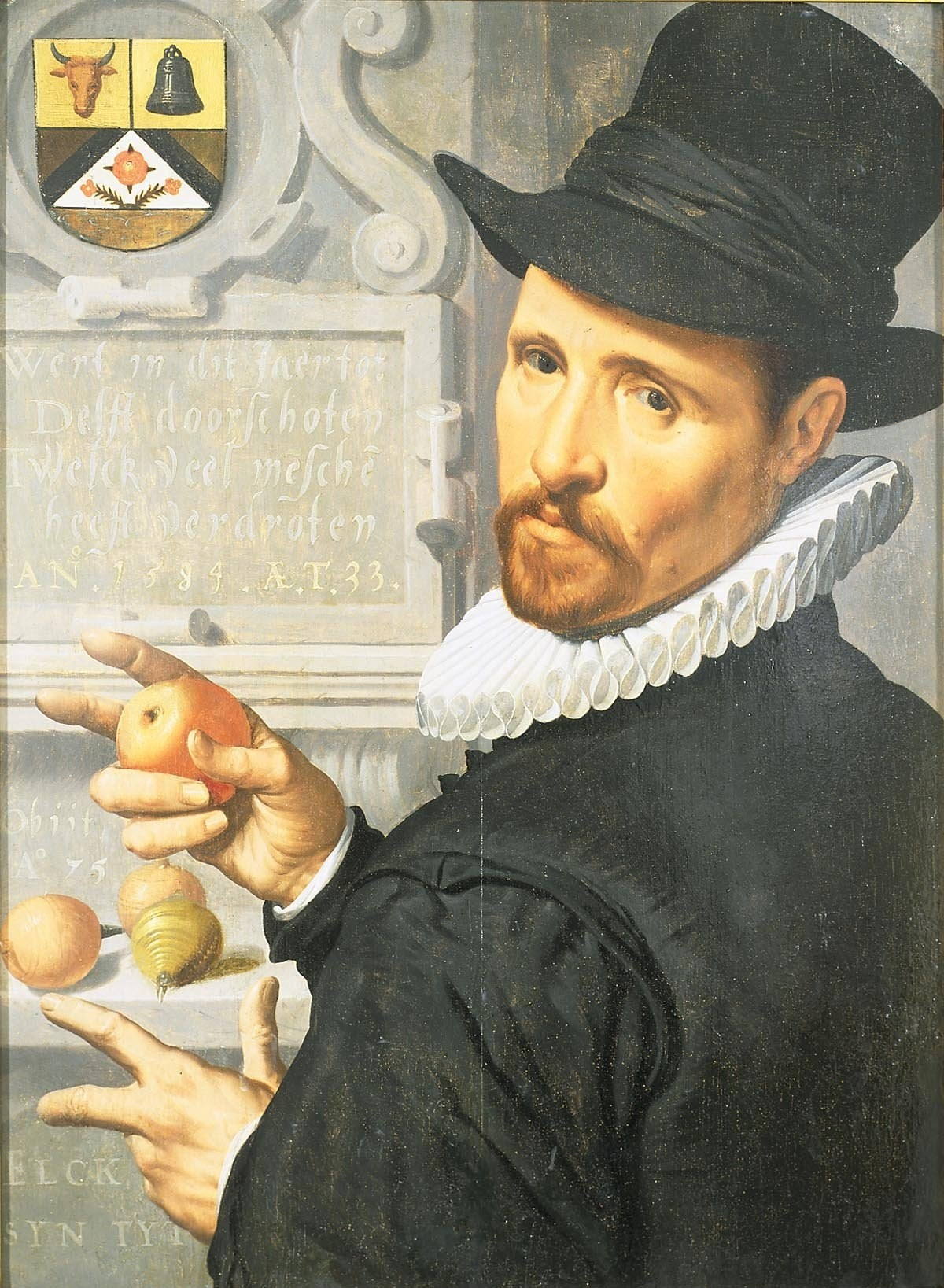
Portrét Cornelia Cornelisze Schellingera, který byl v roce 1584 zastřelen v Delftu.

Pieter Pietersz starší se narodil v Antverpách. Podle Karla van Mandera, který se o něm zmínil v životopisu svého otce Pietera Aertsena, šel Pieter Pietersz starší ve stopách svého otce malíře Pietera Aertsena, zvaného "Lange Pier - Dlouhý Petr". Jako jeho nejstarší syn byl zván "Jonge Lange Pier". Byl starším bratrem malířů Aerta Pietersz a Dirka Pietersz a dědečkem malíře Dircka van Santvoort. Od roku 1569 do roku 1583 maloval v Haarlemu hlavně náboženské scény, portréty a oltáře. Známé jsou jeho obrazy z amsterdamského trhu. Pieter Pietersz starší byl učitelem svého syna malíře Pietera Pietersz II a malíře Cornelia van Haarlem. Podle Rijksmuseum se oženil s Magdalenou Pieterszovou, dcerou sklářského malíře v Haarlemu v roce 1574. V době své smrti byl díky mnoha zakázkám bohatým mužem. Pieter Aertsen starší zemřel v roce 1603 ve věku 62 let.